# Веслі-Чапел (Північна Кароліна)
Веслі-Чапел (англ. Wesley Chapel) — селище (англ. village) в США, в окрузі Юніон штату Північна Кароліна. Населення — 8681 особа (2020).

## Географія
Веслі-Чапел розташоване за координатами 35°0′21″ пн. ш. 80°41′36″ зх. д. / 35.00583° пн. ш. 80.69333° зх. д. (35.005857, -80.693405).  За даними Бюро перепису населення США в 2010 році селище мало площу 24,77 км², з яких 24,55 км² — суходіл та 0,23 км² — водойми.

## Демографія
Згідно з переписом 2010 року, у селищі мешкали 7463 особи в 2282 домогосподарствах у складі 2051 родини. Густота населення становила 301 особа/км².  Було 2359 помешкань (95/км²).
Расовий склад населення:
| - 90,7 % — білих - 4,6 % — чорних або афроамериканців - 1,5 % — азіатів - 0,2 % — корінних американців - 0,1 % — вихідців з тихоокеанських островів - 1,5 % — осіб інших рас |

До двох чи більше рас належало 1,5 %. Частка іспаномовних становила 5,0 % від усіх жителів.
За віковим діапазоном населення розподілялося таким чином: 34,7 % — особи молодші 18 років, 58,9 % — особи у віці 18—64 років, 6,4 % — особи у віці 65 років та старші. Медіана віку мешканця становила 38,1 року. На 100 осіб жіночої статі у селищі припадало 102,1 чоловіків;  на 100 жінок у віці від 18 років та старших — 97,2 чоловіків також старших 18 років.
Середній дохід на одне домашнє господарство  становив 123 228 доларів США (медіана — 106 406), а середній дохід на одну сім'ю — 134 193 долари (медіана — 115 264). Медіана доходів становила 75 907 доларів для чоловіків та 46 024 долари для жінок. За межею бідності перебувало 3,4 % осіб, у тому числі 5,3 % дітей у віці до 18 років та 0,0 % осіб у віці 65 років та старших.
Цивільне працевлаштоване населення становило 3797 осіб. Основні галузі зайнятості: освіта, охорона здоров'я та соціальна допомога — 21,6 %, виробництво — 10,6 %, фінанси, страхування та нерухомість — 10,6 %.